# Grotten van Floreffe
De Grotten van Floreffe zijn een complex van grotten aan de Avenue Charles de Gaulle (N90) aan de zuidkant van de plaats en gelijknamige gemeente Floreffe in de Belgische provincie Namen.
Het complex bestaat uit verschillende zalen, waarin onder andere prehistorische overblijfselen gevonden zijn en tentoongesteld worden. Er bevinden zich stalactieten, stalagmieten en kleurrijke stenen in een 800 meter lange gang.
De grot werd ontdekt in 1860 tijdens de bouw van het kasteel. 